# Джавадов Микола Єфремович
Мико́ла Єфре́мович Джава́дов (1906, місто Царицин, тепер Волгоград, Російська Федерація — 2 жовтня 1969, місто Москва, тепер Російська Федерація) — киргизький радянський діяч, секретар ЦК КП(б) Киргизії.

## Біографія
Народився в міщанській родині.
У 1923—1924 роках — вчитель школи комуністичного виховання імені Крупської в місті Тифлісі (Тбілісі).
У 1924—1927 роках — інструктор районного комітету ЛКСМ Грузії в місті Тифлісі.
У 1927—1931 роках — студент економічного факультету Всесоюзної сільськогосподарської академії імені Тимірязєва в Москві, агроном-економіст.
У 1931—1933 роках — відповідальний виконавець Держплану при Раді народних комісарів СРСР. У 1933—1936 роках — старший агроном-зоотехнік Держплану при РНК СРСР. У 1936—1937 роках — керівник групи радгоспів Держплану при РНК СРСР. У 1937—1940 роках — начальник сектору радгоспів Держплану при РНК СРСР.
Член ВКП(б) з 1939 року.
У травні 1940 — березні 1943 року — голова Державної планової комісії при Раді народних комісарів Киргизької РСР — заступник голови РНК Киргизької РСР.
13 січня 1944 — 8 червня 1946 року — 3-й секретар ЦК КП(б) Киргизії.
15 травня — серпень 1946 року — відповідальний організатор відділу кадрів партійних організацій Управління кадрів ЦК ВКП(б).
У серпні 1946 — липні 1948 року — інспектор відділу партійних кадрів Управління кадрів ЦК ВКП(б).
30 липня — 1 жовтня 1948 року — завідувач сектору планових органів відділу партійних, профспілкових і комсомольських органів ЦК ВКП(б). У жовтні 1948 — 1955 року — завідувач сектору планових органів планово-фінансово-торгового відділу ЦК ВКП(б) (КПРС).
У 1955 — 2 жовтня 1969 року — заступник начальника та член колегії Центрального статистичного управління при Раді міністрів СРСР.
Помер 2 жовтня 1969 року в Москві.

## Нагороди
- орден Вітчизняної війни І ст.
- орден Трудового Червоного Прапора
- орден «Знак Пошани»
- медалі